# カルニオラ公国

カルニオラ公国
（クライン公国）
Vojvodina Kranjska (スロベニア語)
Herzogtum Krain (ドイツ語)
Ductatus Carnioliae (ラテン語)

オーストリア＝ハンガリー帝国におけるカルニオラ公国の位置（赤）

カルニオラ公国（カルニオラこうこく、スロベニア語: Vojvodina Kranjska、ドイツ語: Herzogtum Krain、ハンガリー語: Krajna）は、神聖ローマ帝国の領邦の一つであり、1364年にハプスブルク家の支配下で旧東フランク王国におけるカルニオラ辺境伯領であった領域に設立された公国である。クライン公国とも呼ぶ。ハプスブルク帝国の世襲領であり、1804年にはオーストリア帝国の領邦となったが、ナポレオン戦争で一度消滅して1815年までイリュリア州の、1849年までイリュリア王国の一部であった。1849年にイリュリア王国の三分によって再興され、1918年に帝国が崩壊するまでオーストリア帝冠領内にあり続けた。首都はライバッハ（リュブリャナ）。

## 地理
歴史的なカルニオラ地域の境界は何世紀にもわたって変化し続けていたが、公国は設立された時から神聖ローマ帝国の南東の辺境に位置し、ツンベラク山脈とクパ川がクロアチア王国との国境を成していた。
北ではケルンテン公国と接し、プレディル峠とタルヴィージオのコムーネにあるフジーネ・イン・ヴァルロマーナから、カラヴァンケン山脈の主稜線に沿ってイェゼルスコまでを国境としていた。北東ではツェリェ伯領と、1456年からはツェリェ伯領を吸収したシュタイアーマルク公国と接し、ブレージツェまでのサヴァ川を境界としていた。西部では最初アクイレイア総大司教領と接していたが、徐々にヴェネツィア共和国が勢力を拡大して15世紀前半に総大司教領は消滅し、以後はヴェネツィア共和国のドミニ・ディ・テッラフェールマと接していた。ジュリア・アルプス山脈の稜線がこうしたフリウリ地方との国境であった。南部のアドリア海沿岸付近ではディナルアルプス山脈を国境としてゲルツ伯領と接し、ゲルツ伯領は1754年にオーストリア帝冠領であるゴリツィア・グラディスカ公国（現在のプリモルスカ地方の一部）となった。カルスト地方の南で接するイストリア辺境伯領とブルキニ丘陵の遺跡はカルニオラ公国の管理下にあった。
1849年に再興された最終的な公国は、面積が9,904平方キロメートル (3,824 sq mi)。第一次世界大戦が始まる前の1912年の人口が約53万人であった。

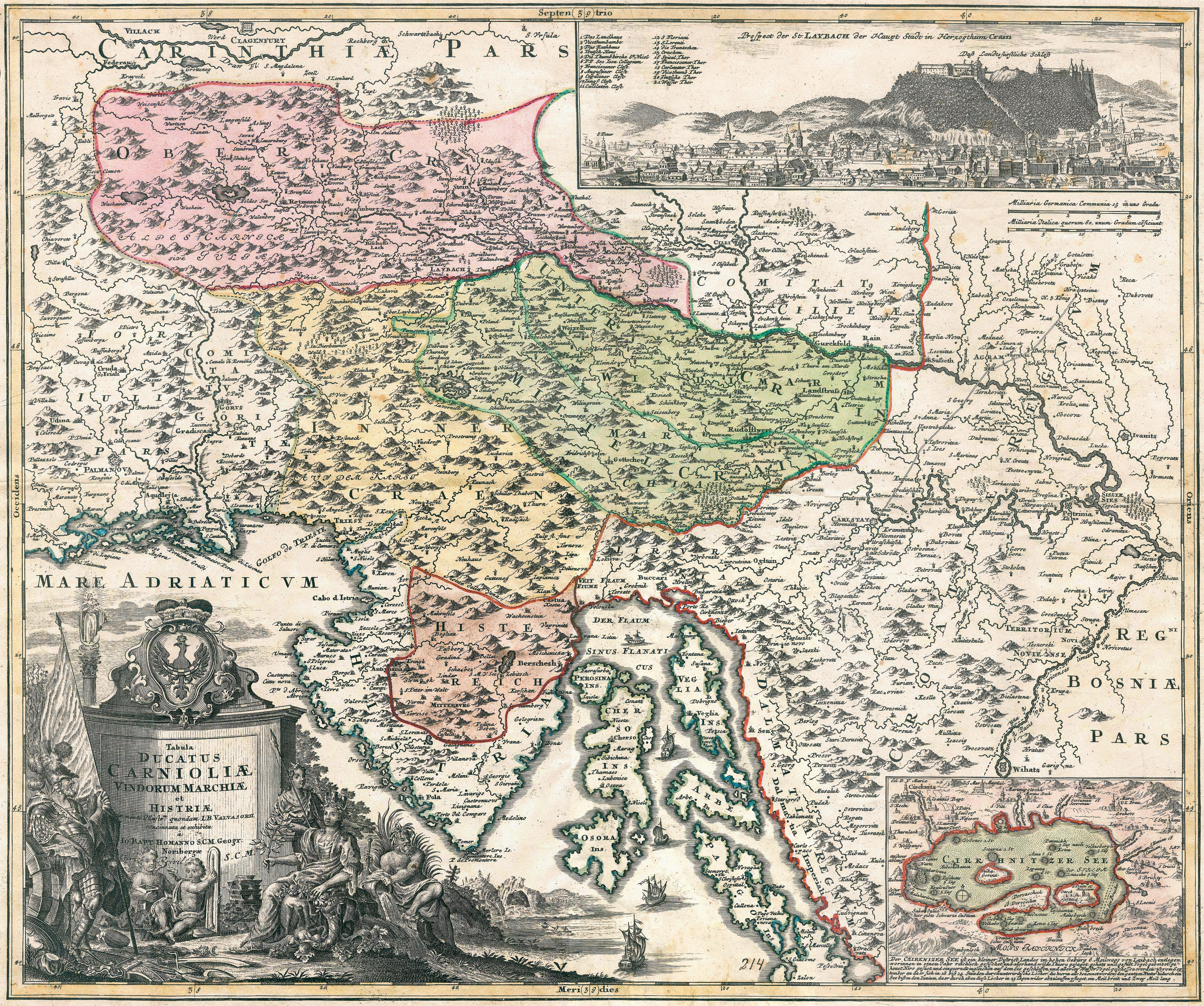
カルニオラ公国の古地図。上カルニオラ（桃）、下カルニオラ（緑）、内カルニオラ（黄）と、隣接するイストリア辺境伯領（オレンジ）が描かれている。ヨハン・ホーマンの作。1714年。

### 行政区画
カルニオラ公国領は伝統的に以下の3つの地方に分割されていた。
- 上カルニオラ（ゴレンスカ地方）：北部の山岳地帯で、クラーニやカムニークがある。
- 下カルニオラ（ドレンスカ地方）：南東部で、ノヴォ・メスト、コチェーヴィエ、クルシュコなどがあり、白カルニオラ（ベラ・クライナ地方）と旧ヴィンディク辺境伯領を含む。
- 内カルニオラ（ノトランスカ地方）：南西部で、イドリヤやポストイナがある。

1860年までこれらの地方の境界は、実際の行政区分であるリュブリャナ、ノヴォ・メスト、ポストイナという3つの地区（Kreise）と一致していた。3つの地区は後に政治地区（行政地区とも。ドイツ語: Bezirkshauptmannshaft、スロベニア語: okrajno glavarstvo）いうより小さな単位に分割された。1861年から1918年の間、カルニオラ公国は359の自治体（ドイツ語: Ortsgemeinde、スロベニア語: občina）からなる11の政治地区に分割されていた。各地区には知事（Landeshauptmann）の住居がおかれた。11の地区はカムニーク、クラーニ、ラドヴリツァ、リュブリャナ近郊、ロガテク、ポストイナ、リティヤ、クルシュコ、ノヴォ・メスト、チュルノメリとコチェーヴィエであった。これらの政治地区は順番に31の司法管轄区（ドイツ語: Gerichtsbezirk、スロベニア語: sodnijski okraj）に分割されていた。

## 歴史と統治
上カルニオラとヴィンディク辺境伯領にあったカルニオラ辺境伯領は、1040年に神聖ローマ皇帝ハインリヒ3世によってケルンテン公国から分離された。しかし、カルニオラ辺境伯領はケルンテン公国と一時的に同君連合を組むなど、ケルンテン公国とは近い関係にあった。1335年にケルンテン公ハインリヒ6世が息子なくして亡くなると、その娘マルガレーテはチロル伯領しか相続することしかできず、ヴィッテルスバッハ家の皇帝ルートヴィヒ4世は、ケルンテン公国とカルニオラ辺境伯領を共にハプスブルク家のオーストリア公アルブレヒト2世に継がせた。

内オーストリアの一部としてのカルニオラとイストリア（桃色）。1379年から1457年および1564年から1619年。

1364年、アルブレヒト2世の息子ルドルフ4世は、プリヴィレギウム・マイウスによって皇帝の承認なく「カルニオラ公」を称し、カルニオラ公国が成立した。さらに彼はノヴォ・メストの町を下カルニオラに設立し、その後ルドルフスヴェルトと命名した。ルドルフの死後、2人の弟アルブレヒト3世とレオポルト3世が争い、カルニオラ公国は1379年にノイベルク条約によって内オーストリアの一部となり、レオポルト系ハプスブルク家の祖でもあるレオポルト3世の支配下となってグラーツから統治された。1457年、ハプスブルク朝神聖ローマ皇帝フリードリヒ3世の統治下で、内オーストリアはオーストリア大公国と再統合された。しかしフリードリヒ3世の子孫フェルディナント1世が1564年に亡くなると、カルニオラ公国はその息子カール2世の支配下で内オーストリアの一部として再び分離された。カール2世の息子フェルディナント2世は、1619年にハプスブルク家のすべての所領を相続し、以来公国はハプスブルク帝国の構成国となった。
15世紀後半、ハプスブルク家の西方への拡大に伴って、カルニオラ公国はイドリヤ、ドゥイーノ、カルスト台地周辺のそれまでフリウリに属していた地域と、カスタヴ、オパティヤ、パジンを中心とするイストリア半島内陸部の旧イストリア辺境伯領という多くの新たな領土を獲得した。また、リエカ港も名目上支配していたが、これは事実上自治都市のままであった。その後リエカは1717年に正式に帝国の直轄となり、1776年にハンガリー王国に移管された。1849年の再興以後は、イドリヤを除く新領土がオーストリア沿海州に組み込まれ、カルニオラ公国は再び内陸国となった。
1809年のシェーンブルン条約によって、ナポレオン・ボナパルト率いるフランス帝国はカルニオラ公国、ケルンテン公国、フリウリ地方（ゴリツィア・グラディスカ公国）、帝国自由都市トリエステの全域とクロアチア王国の一部を併合してイリュリア州を設立したが、1815年のウィーン会議によって旧イリュリア州地域はオーストリア帝国に復帰した。しかしカルニオラ公国は再興されず、クロアチアを除く旧イリュリア州にはイリュリア王国が置かれた。首都はリュブリャナに置かれ、カルニオラは王国の中心地域であった。
1849年にイリュリア王国が解体されると、再興されたカルニオラ公国とケルンテン公国、新たに置かれたオーストリア沿海州に分かれた。カルニオラ公国は1860年12月20日の詔書と1861年2月26日の帝国特許（二月特許）によって立憲され、1867年12月21日の法律によって修正されてカルニオラ議会（またはカルニオラ国会）が権力を得た。議会はウィーンのオーストリア帝国議会で制定されていない法律を制定するために11人の代表者によって開かれた。そのうち2人は地主によって、3人は市町と商工業庁によって、5人は地方自治体によって、1人は第5国王裁判所の秘密投票によって選出され、正式に登録された24歳以上の男性全員が選挙権を持っていた。国内議会は37名の議員からなる単一議院で構成され、その中には司教が職権議員として含まれていた。皇帝が立法議会を召集し、会議は帝国および王国州知事（ドイツ語：k. k. Landeshauptmann。カルニオラ国会とその理事会の長）が主宰した。立法議会には地主から10人、市と町から8人、商工業庁から2人、地方自治体から16人が選出された。商工会議所の業務は、農業、公的および慈善団体、自治体の管理、教会および学校の事務、戦争中および作戦中の兵士の輸送および住居、そしてその他の地域の問題に関する立法に限定されていた。1901年の国家予算は3,573,280クローネ（$ 714,656）に達した。
オーストリア帝国および王国政府はオーストリア皇帝が任命した帝国および王国州知事（ドイツ語：k. k. Landespräsident）と、リュブリャナの帝国および王国政府（k. k. Landesregierung）によって構成された。他のオーストリア帝冠領の大部分では、帝国および王国中尉（k. k. Statthalterやk. k. Statthalterei）が同じ役割を担っていた。
1918年、オーストリア＝ハンガリー帝国の崩壊に伴ってカルニオラ公国は消滅し、その領土は新しく形成されたスロベニア人・クロアチア人・セルビア人国の一部となり、すぐにセルビア人・クロアチア人・スロベニア人王国（1929年にユーゴスラビア王国へと改称）の一部となった。ポストイナ、イリルスカ・ビストリツァ、イドリヤ、ヴィパーヴァ、シュトゥリエなどの町があった公国西部は1920年にイタリア王国に併合されたが、第二次世界大戦後にフジーネ・イン・ヴァルロマーナ（1919年以前はヴァイセンフェルス）を除いてユーゴスラビアに併合された。

## 人口統計
人口の大多数はスロベニア系住民であった が、土着の貴族や主要な町の市民として定住した職人の中にはドイツ語話者も少数ながら存在していた。ドイツ語の言語島は、下カルニオラのゴットシェー郡で見られる。ここでは、農村住民が南バイエルン方言に属するゴットシェー語（グラニッシュ）を話し、上カルニオラのボーヒニ盆地にあるズゴルニャ・ソリカ（オーバーザルツ）、スポドニャ・ソリカ（ウンテルザルツ）、ネムスキ・ロブト（ドイチュゲロイト）の村でも見られる。
1846年、カルニオラ公国には以下の民族が含まれていた。
- 428,000人のスロベニア人
- 38,000人のドイツ人

1910年、カルニオラ公国には以下の民族が含まれていた。
- 520,000人のスロベニア人
- 28,000人のドイツ人

## 国旗・国章

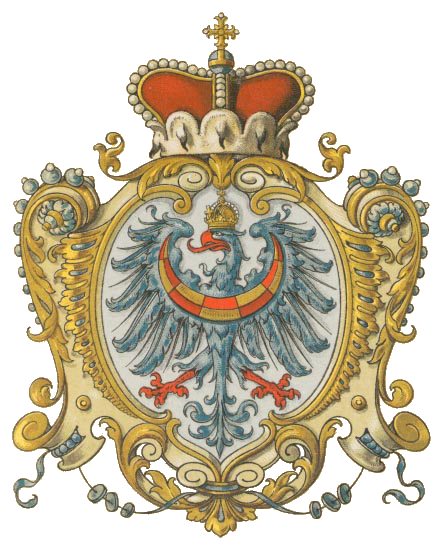
大公冠を載せたカルニオラ王冠領の国章。ヒューゴ・ジェラルド・ストロール（1851–1919）が描いたもの。

カルニオラの国章は白地に冠を戴く青い鷲が描かれ、中央に赤と黄（金）がチェックになった上向きの三日月を置いたものである。 この紋章は13世紀にまで遡ることができ、メラニア公国のアンデクス伯の鷲と、ケルンテン公国のシュポンハイム家の赤と白のチェックを組み合わせたものであると考えられている。この鷲は、1269年当時カルニオラ辺境伯を兼ねていたボヘミア王オタカル2世の紋章にも現れる。 1463年、神聖ローマ皇帝フリードリヒ3世は、弟のオーストリア大公アルブレヒト6世の主張に反対して大公冠を追加し、盾と三日月のチェックに使われていた白を金に置き換えた。1836年オーストリア皇帝フェルディナント1世は盾の金を元の白に戻し、白・青・赤の組み合わせを公式なカルニオラ公国の配色として認めた。
ハプスブルク家の支配下では、カルニオラ公国の紋章（盾、鷲、三日月形）の白、青、赤が1848年に公式の旗の色とされた。カルニオラ公国はオーストリア帝国内部でスロベニア人が住む主要な地域であったため、この配色はその後他の国外のスロベニア人住民によって一般的なスロベニアの三色旗として受け入れられた。
国章は、1918年にカルニオラ公国の消滅と同時に放棄された。しかし、カルニオラの青い鷲は1943年から1945年にかけてスロベニアの枢軸国の補助軍であるスロベニア防衛隊の象徴として一時的に復活した。また、ユーゴスラビア王国では戦間期にカラジョルジェヴィチ家の紋章として使用された（その後ユーゴスラビア王国の国章は中世のツェリェ伯の三つ星に置き換えられた）。
カルニオラ公国の国章は、スロベニアの国家的象徴に重要で永続的な影響を与えてきた。したがって、カルニオラ公国の旗の白-青-赤の組み合わせは、現在スロベニア共和国の国旗に使用されている。またスロベニアの国章は、カルニオラの三色でスロベニアの国家的象徴であるトリグラウ山のシルエットの上にツェリェ伯の三つ星を配したものとなっている。

## 歴代公爵

### ハプスブルク家
- ルドルフ4世（1364–1365）：1358年以降オーストリア公、死後は2人の弟が継いだ。
  - アルブレヒト3世（1365–1379）：レオポルト3世との共同統治。
  - レオポルト3世（1365-1386）：レオポルト系ハプスブルク家の祖で、1379年のノイベルク条約以後単独の内オーストリア公。
- ヴィルヘルム（1386–1406）：レオポルト3世の子でオーストリア公。死後は彼の弟エルンストが継いだ。
  - エルンスト（1406–1424）：1414年からオーストリア公。
- フリードリヒ3世（1424–1493）：エルンストの子でオーストリア公。1440年からローマ王、1452年から神聖ローマ皇帝、1457年からオーストリア大公。
- マクシミリアン1世（1493-1519）：フリードリヒ3世の子でオーストリア大公、1508年から神聖ローマ皇帝。
- カール1世（1519-1521）：マクシミリアン1世の孫でオーストリア大公。1520年から選帝侯、退位後は弟フェルディナント1世が継いだ。
  - フェルディナント1世（1521-1564）：オーストリア大公、1531年以降ローマ王、1558年からは神聖ローマ皇帝。
- カール2世（1564-1590）：フェルディナント1世の子。ハプスブルク家領の再分割以後内オーストリア大公。
- フェルディナント2世（1590-1637）：カール2世の子でオーストリア大公。1619年から神聖ローマ皇帝。
- フェルディナント3世（1637-1657）：フェルディナント2世の子。オーストリア大公で神聖ローマ皇帝。
- レオポルト1世（1657-1705）：フェルディナント3世の子でオーストリア大公。1658年から神聖ローマ皇帝。
- ヨーゼフ1世（1705-1711）：レオポルト1世の子。オーストリア大公で神聖ローマ皇帝。死後は弟カール6世が継いだ。
  - カール6世（1711-1740）：オーストリア大公で神聖ローマ皇帝。
- マリア・テレジア（1740-1780）：カール6世の娘でオーストリア大公。ハプスブルク家最後の男系君主。

### ハプスブルク＝ロートリンゲン家
- ヨーゼフ2世（1780-1790）：マリア・テレジアと夫フランツ2世の子でオーストリア大公。1765年からすでに神聖ローマ皇帝。死後は弟レオポルト2世が継いだ。
  - レオポルト2世（1790-1792）：オーストリア大公で神聖ローマ皇帝。
- フランツ2世（1792-1835）：マリア・テレジアの夫でヨーゼフ2世とレオポルト2世の父。1806年まで神聖ローマ皇帝。1804年からはオーストリア皇帝フランツ1世。
- フェルディナント1世（1835-1848）：マリア・テレジアとフランツ2世の子でオーストリア皇帝。ウィーン十月蜂起の後に甥のフランツ・ヨーゼフ1世に譲位。
- フランツ・ヨーゼフ1世（1848-1916）：マリア・テレジアとフランツ2世の孫でオーストリア皇帝。死後は大甥のカール1世が継いだ。
- カール1世（1916-1918）：フランツ・ヨーゼフ1世の大甥でマリア・テレジアとフランツ2世の玄孫。最後のオーストリア皇帝。